# Len Clay Stadium
Das Len Clay Stadium ist ein multifunktionelles Stadion in Obuasi, Ashanti Region, Ghana. Das neue Stadion eröffnete am 17. April 2005 und ist das Heimstadion des AshantiGold SC und auch der ghanaischen Fußballnationalmannschaft. Es hat eine Kapazität von 20.000 Plätzen.

## Ausstattung
Das Stadion beinhaltet automatische Vereinzelungsanlagen, einen Parkplatz und über 1.300 Sitzplätze in der Haupttribüne als auch sechs Boxen, jede davon mit einer Klimaanlage und Platz für 40 Sitzplätze. Der Stadionkomplex beinhaltet eine Tartanbahn, Videoüberwachung, einen Parkplatz für V.I.P.s, Toiletten und eine Bar, eine Turnhalle und eine elektronische Anzeigetafel sowie Flutlicht.